# Dresano
Dresano (Dresàn in dialetto milanese) è un comune italiano di 3 090 abitanti della città metropolitana di Milano in Lombardia.
Benché il paese sia storicamente ed ecclesiasticamente legato a Lodi, al momento dell'attivazione della provincia di Lodi nel 1995 il comune rimase parte della provincia di Milano.

## Geografia fisica

### Territorio
Il territorio, nel mezzo della Pianura Padana, è caratterizzato da un'altitudine costante (92 m s.l.m.), il suolo è argilloso.
La vegetazione caratteristica comprende pioppo (bianco e nero), carpino, biancospino, Robinia pseudoacacia, olmo, sambuco.
Zona sismica: 4 (sismicità irrilevante) (Eurometeo Archiviato il 4 luglio 2018 in Internet Archive.).

### Clima
Dresano gode di un clima caratterizzato da estati calde e afose e inverni relativamente miti e piovosi. Occasionalmente si verificano copiose nevicate.
La fine di agosto e gli inizi di settembre sono caratterizzati da violenti temporali e forti grandinate che "chiudono" l'estate.
- Classificazione climatica: zona E, 2557 GG
- Diffusività atmosferica:

## Storia
Il centro storico vanta i resti di uno dei più antichi edifici dresanesi: sul lato est di piazza Manzoni infatti è ancora presente il muro di un'abitazione con un massiccio portone di legno che anticamente faceva parte del convento di monaci benedettini ai quali si deve il lavoro di bonifica e coltivazione dei territori paludosi circostanti.
In questa zona era presente la malaria.
Il toponimo deriva dall'antica presenza, in queste terre paludose, di 3 insenature: tre 'seni', da cui la modifica nel corso dei secoli del nome: Tresseno → Tressano → Tresano → Dresano.
Le tre insenature compaiono anche nello stemma del paese, sormontate da tre pioppi, il pioppo essendo uno degli alberi tipici di questa zona della Pianura Padana.

### Simboli
Lo stemma e il gonfalone sono stati concessi con decreto del presidente della Repubblica del 6 dicembre 1963.
L'origine dello stemma del comune di Dresano risulta piuttosto evidente. Il messaggio che gli amministratori del tempo hanno voluto trasmettere, mediante le figure araldiche dello stemma da loro prescelto, ha un carattere decisamente descrittivo: sono state evidenziate infatti, tramite corrette figure araldiche, le caratteristiche naturali del territorio amministrato. In particolare, la scelta è stata quella di descrivere visivamente la salubrità del loro territorio e la fertilità della loro terra, inserendo nello stemma la rappresentazione di tre alberi che, come si ricava dalla lettura di alcuni documenti allegati alla pratica di concessione, avrebbero dovuto essere tre alberi di pioppo. Una curiosità di carattere araldico: l'aggettivo araldico "nodrito" sta a significare un albero, o un altro tipo di vegetale, che si rappresenta senza le sue radici, in quanto nascoste da un'altra partizione araldica; nel caso specifico, dalla figura araldica della "campagna", ossia la parte inferiore dello scudo, delimitata da una linea orizzontale.
Il gonfalone è un drappo partito di verde e di bianco.

## Monumenti e luoghi d'interesse
Il centro storico di Dresano vanta l'antica cascina Belpensiero, la cui aia è dimora di un platano secolare. La cascina viene già citata in fonti storiche del 1500 ed è tuttora immersa tra i campi a 1 km dal paese.

## Società

### Evoluzione demografica
Abitanti censiti

### Etnie e minoranze straniere
Al 31 dicembre 2015 gli stranieri residenti nel comune di Dresano in totale sono 228. Tra le nazionalità più rappresentate troviamo:
1. Romania, 78
2. Ecuador, 20
3. ((Türk)),1

## Cultura

### Istruzione

#### Scuole
- 1 scuole materna comunale (Villaggio Ambrosiano)
- 1 scuola elementare (Villaggio Ambrosiano)
- 1 scuola media (Villaggio Ambrosiano)

## Geografia antropica

### Urbanistica
Dresano è suddiviso in 4 nuclei abitativi:
- Centro storico (Dresano Vecchio)
- Madonnina
- Villaggio ambrosiano (edificato negli anni Sessanta)
- Villaggio Helios (iniziato negli anni Novanta)

## Infrastrutture e trasporti

### Strade
A partire dal 16 maggio 2015 con l'apertura della TEEM (uscita Vizzolo Predabissi) Dresano beneficia di una connessione diretta con le principali arterie della viabilità sia provinciale che nazionale quali la A4 (Milano-Venezia), la A51 (tangenziale Est), la A35 Brescia-Milano (BreBeMi) e la A1 (Milano-Bologna), nonché tra la SP 14 Rivoltana e la SP 103 Cassanese e la ex SS 415 Paullese.

## Amministrazione
Segue un elenco delle amministrazioni locali.
| Periodo | Periodo | Primo cittadino      | Partito      | Carica  | Note |
| ------- | ------- | -------------------- | ------------ | ------- | ---- |
| 1946    | 1960    | Luigi Giuseppe Preda |              | Sindaco |      |
| 1960    | 1975    | Mario Ferrario       |              | Sindaco |      |
| 1975    | 1980    | Giovanni Uselli      |              | Sindaco |      |
| 1980    | 1988    | Giulio Testa         |              | Sindaco |      |
| 1988    | 1990    | Aldo Figini          |              | Sindaco |      |
| 1990    | 1991    | Gianna Gelo          |              | Sindaco |      |
| 1991    | 1992    | Angelo Zanvettor     |              | Sindaco |      |
| 1992    | 2002    | Gianna Gelo          |              | Sindaco |      |
| 2002    | 2012    | Mario Valesi         |              | Sindaco |      |
| 2012    | 2022    | Vito Penta           | lista civica | Sindaco |      |
| 2022    | -       | Nicola Infante       | lista civica | Sindaco |      |

## Galleria d'immagini

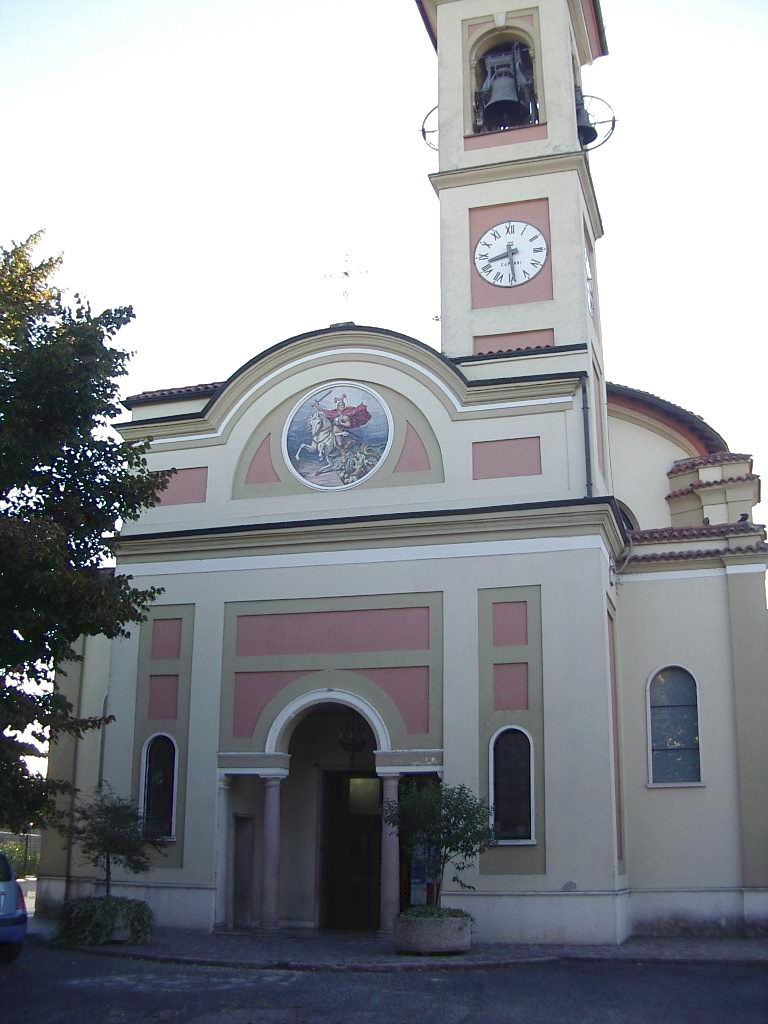
La chiesa parrocchiale di San Giorgio
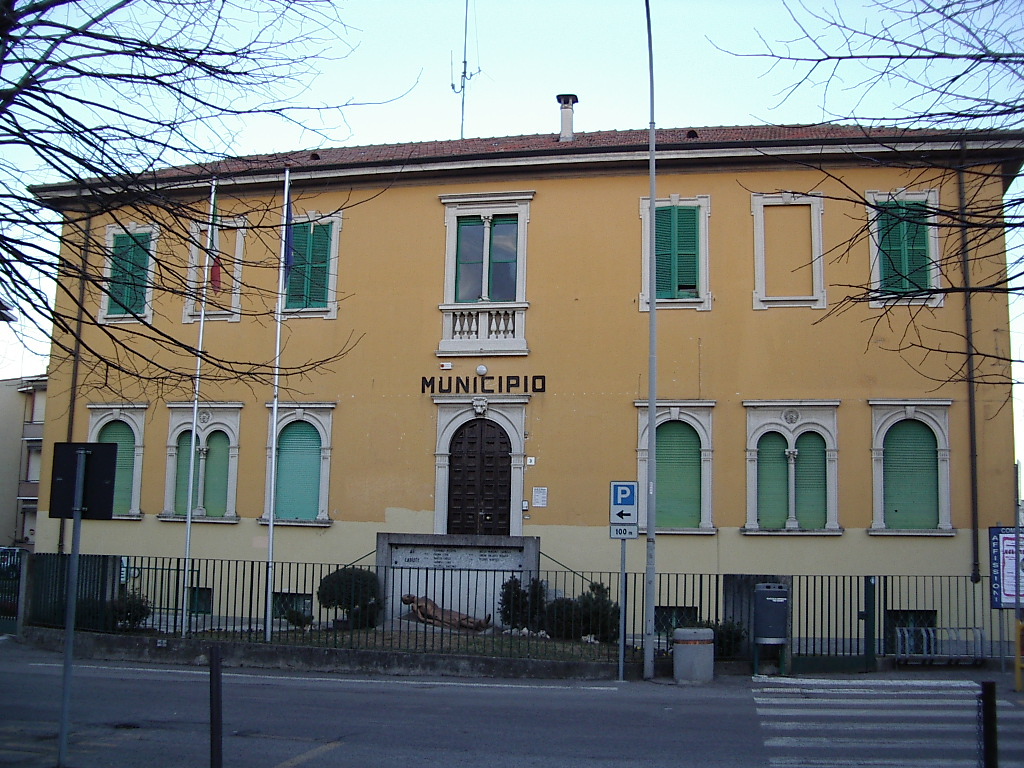
La vecchia sede comunale
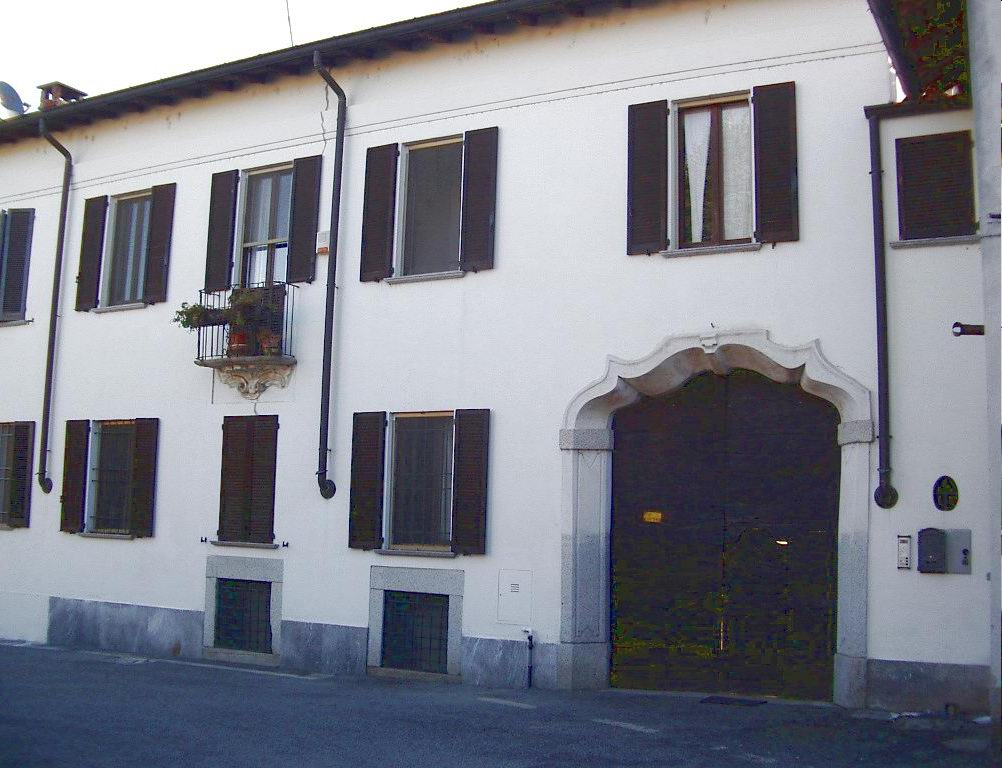
L'ex monastero benedettino
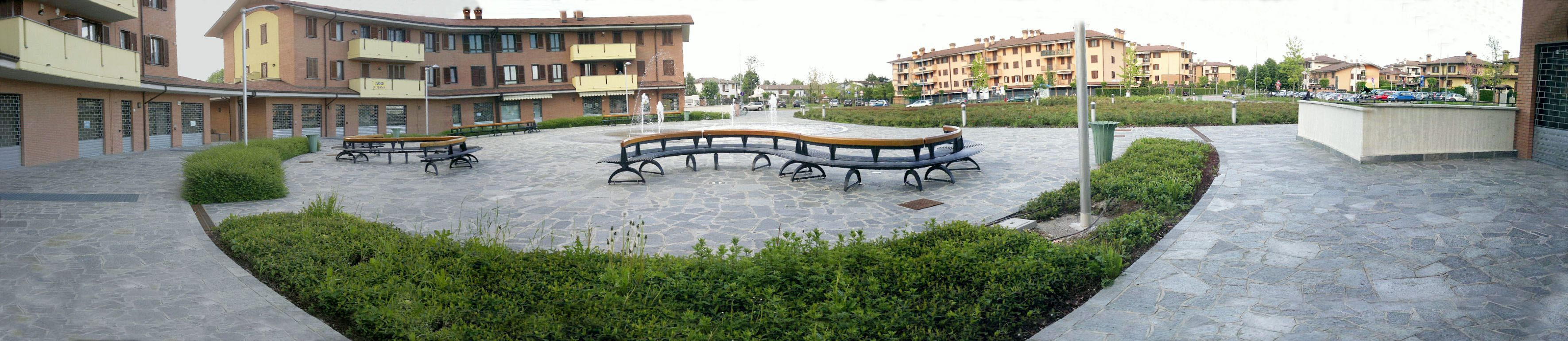
Piazza Europa (Villaggio Helios)
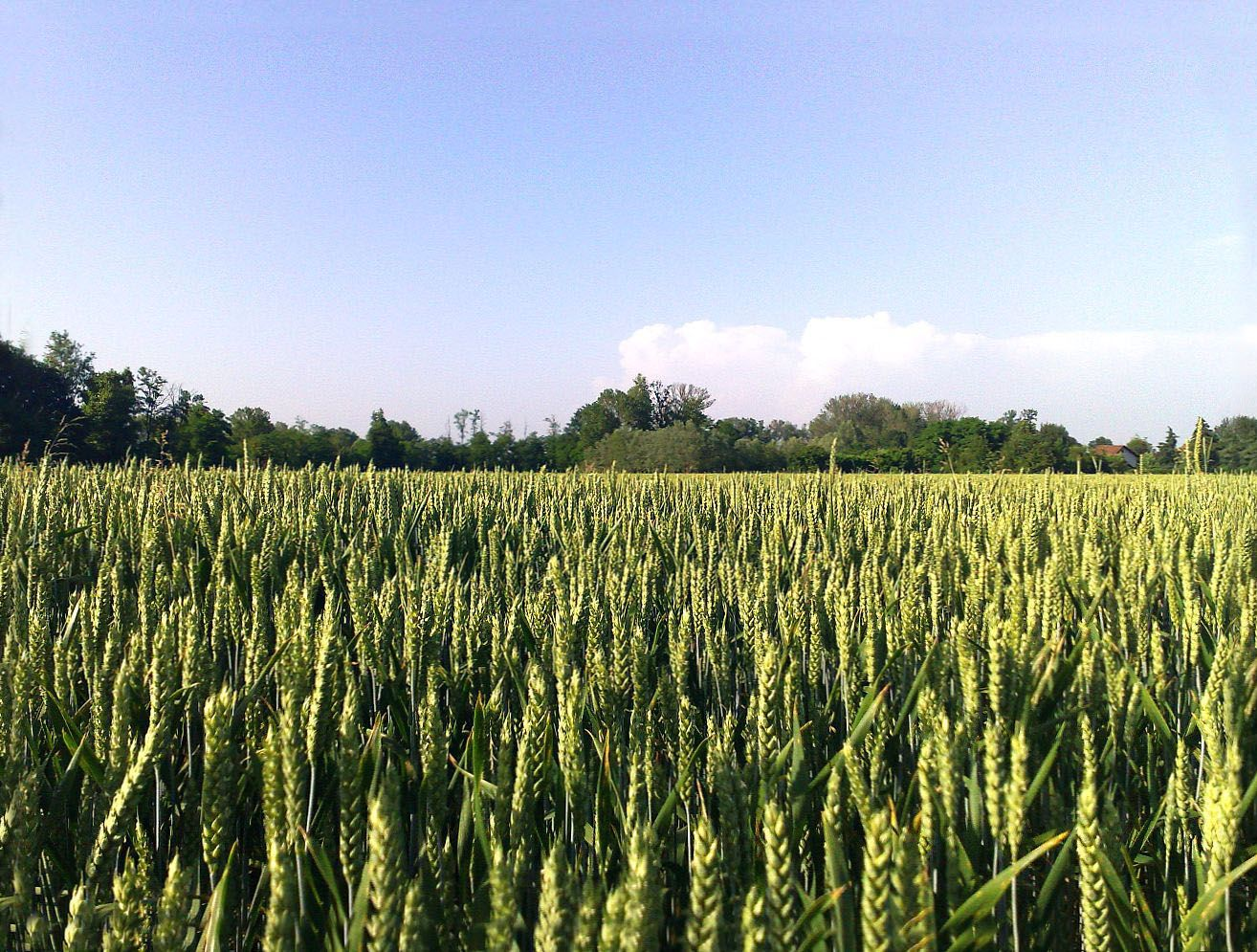
Colture agricole: un campo coltivato a grano